# Rochefort (Savoie)
Rochefort település Franciaországban, Savoie megyében. Lakosainak száma 250 fő (2022. január 1.). Rochefort Avressieux, Ayn, Novalaise, Sainte-Marie-d’Alvey, Verel-de-Montbel és Saint-Genix-les-Villages községekkel határos.

## Népesség
A település népessége az elmúlt években az alábbi módon változott:
| Lakosok száma | 199  | 216  | 233  | 232  | 234  | 235  | 243  | 246  | 250  |
|               | 2013 | 2015 | 2016 | 2017 | 2018 | 2019 | 2020 | 2021 | 2022 |